# Charles Russell Davis

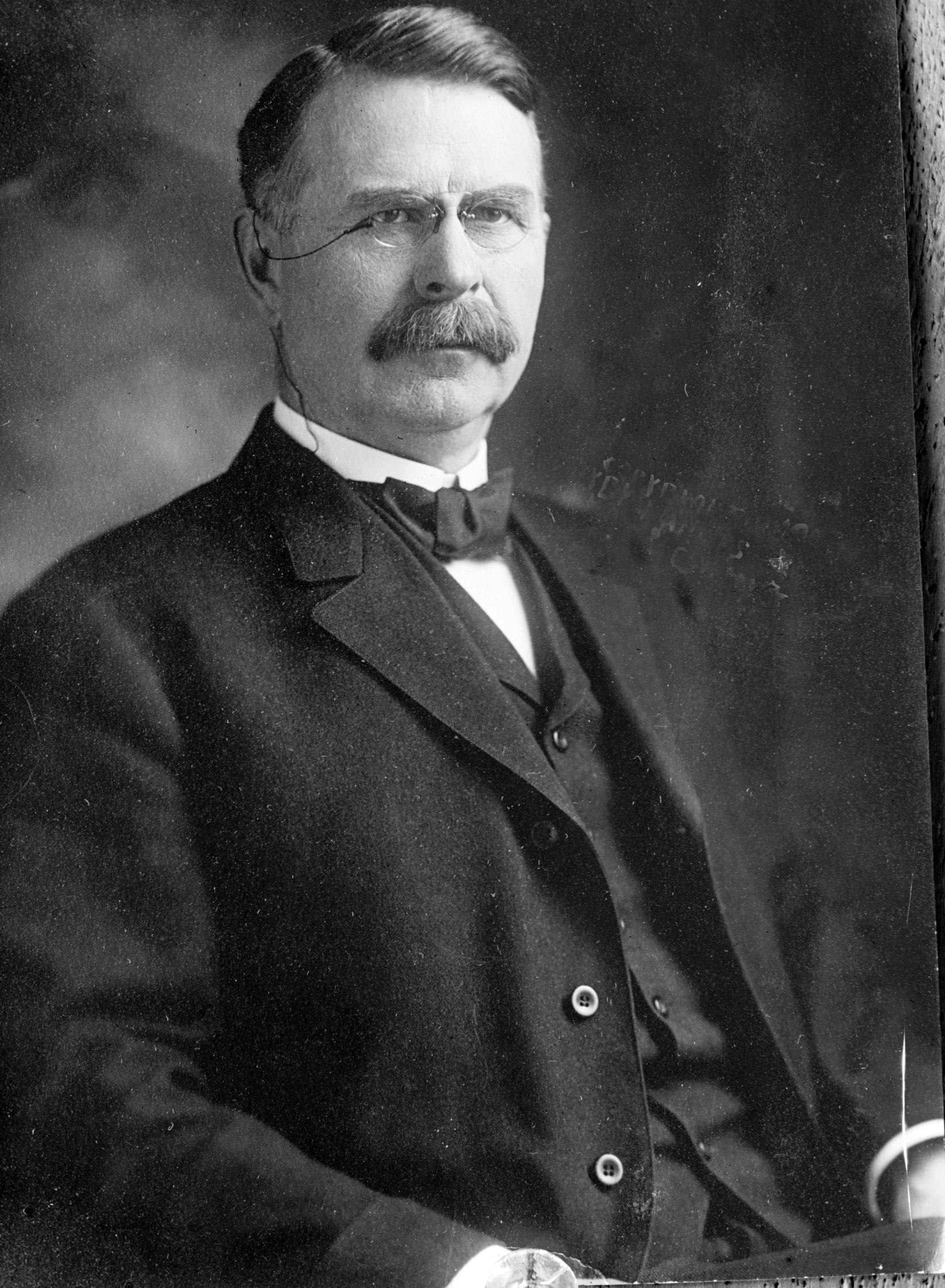
Charles Russell Davis

Charles Russell Davis (* 17. September 1849 in Pittsfield, Illinois; † 29. Juli 1930 in Washington, D.C.) war ein US-amerikanischer Politiker. Zwischen 1903 und 1925 vertrat er den Bundesstaat Minnesota im US-Repräsentantenhaus.

## Werdegang
Bereits im Jahr 1854 kam Charles Davis mit seinem Vater in das Le Sueur County in Minnesota. Dort besuchte er die öffentlichen Schulen. Zeitweise wurde er auch privat unterrichtet. Danach besuchte er eine Handelsschule in Saint Paul. Nach einem anschließenden Jurastudium und seiner im Jahr 1872 erfolgten Zulassung als Rechtsanwalt begann er in St. Peter in seinem neuen Beruf zu arbeiten. Zwischen 1878 und 1898 war Davis juristischer Vertreter der Gemeinde St. Peter. Von 1879 bis 1889 sowie nochmals zwischen 1901 und 1903 fungierte er als Bezirksstaatsanwalt im Nicollet County. Außerdem war er Hauptmann in der Nationalgarde von Minnesota.
Politisch war Davis Mitglied der Republikanischen Partei. In den Jahren 1889 und 1890 saß er als Abgeordneter im Repräsentantenhaus von Minnesota. Danach gehörte er zwischen 1891 und 1895 dem Staatssenat an. Bei den Kongresswahlen des Jahres 1902 wurde Davis im dritten Wahlbezirk von Minnesota in das US-Repräsentantenhaus in Washington gewählt, wo er am 4. März 1903 die Nachfolge von Joel Heatwole antrat. Nach zehn Wiederwahlen konnte er bis zum 3. März 1925 elf zusammenhängende Legislaturperioden im Kongress absolvieren. In den Jahren 1921 bis 1923 war er Vorsitzender des Haushaltsausschusses. In seine Zeit im Kongress fiel der Erste Weltkrieg. Damals wurden auch der 16., der 17., der 18. und der 19. Verfassungszusatz beraten und verabschiedet. Dabei ging es um die bundesweite Einführung der Einkommensteuer, die Direktwahl der US-Senatoren, das Prohibitionsgesetz und die bundesweite Einführung des Frauenwahlrechts.
Für die Wahlen des Jahres 1924 wurde Davis von seiner Partei nicht für eine weitere Amtszeit im US-Repräsentantenhaus nominiert. In der Folge arbeitete er als Anwalt in Washington und St. Peter. Charles Davis starb am 29. Juli 1930 in Washington und wurde in St. Peter beigesetzt.